# 전남여자고등학교
전남여자고등학교(全南女子高等學校)는 대한민국 광주광역시 동구 장동에 위치한 공립 고등학교이다.

## 학교 연혁
- 1927년 4월 25일 : 광주공립여자고등보통학교 인가
- 1927년 5월 25일 : 광주공립여자고등보통학교 개교
- 1929년 11월 3일 : 광주학생독립운동 참가
- 1938년 4월 1일 : 광주욱(旭)공립고등여학교로 교명 변경
- 1945년 6월 12일 : 전남공립여자중학교로 교명 변경
- 1951년 8월 30일 : 광주중앙여자중학교로 교명 변경
- 1954년 5월 19일 : 전남여자고등학교 인가(6학급)
- 1955년 1월 18일 : 전남여자중학교로 교명 변경
- 1967년 12월 23일 : 과학관 및 생활관 준공
- 1972년 2월 29일 : 중학교 평준화에 따라 전남여자중학교 폐교
- 1972년 5월 25일 : 여학생 독립운동기념회관 준공
- 2001년 2월 28일 : 제7차 교육과정 대비 신교사(新校舍) 준공
- 2020년 7월 20일 : 운동부 훈련장 준공
- 2024년 1월 30일 : 제94회 졸업식(졸업생 187명, 총 30,901명)
- 2024년 3월 1일 : 제32대 조병현 교장 부임
- 2024년 3월 4일 : 제97회 신입생 196명 입학

## 참고 자료
- 전남여자고등학교 - 한국교육학술정보원 학교알리미